# Sandford-Kliffs
Die Sandford-Kliffs sind markante und größtenteils unvereiste Kliffs in der antarktischen Ross Dependency. Sie stellen die westliche Begrengzung des Peletier-Plateaus in der Queen Elizabeth Range dar.
Die neuseeländische Südgruppe der Commonwealth Trans-Antarctic Expedition (1955–1958) benannte ihn nach Herbert Neil Sandford (* 1930), der an der Errichtung der Scott Base beteiligt war und 1957 im Rahmen des Internationalen Geophysikalischen Jahres dort zur Winterbesetzung gehört hatte.